# روبرت لونش (لاعبة كريكت)
روبرت لونش (25 مايو 1982 بأوكلاند في نيوزيلندا - ) (بالإنجليزية: Robert Lynch)‏ هي لاعبة كريكت نيوزلندية.

## وصلات خارجية
- روبرت لونش على موقع إي آس بي آن كريك إنفو (الإنجليزية)